# Giuseppe Mazzuoli (malíř)
Giuseppe Mazzuoli (kolem roku 1536 – 9. listopadu 1589), také zvaný il Bastaruolo nebo il Bastarolo byl italský malíř –

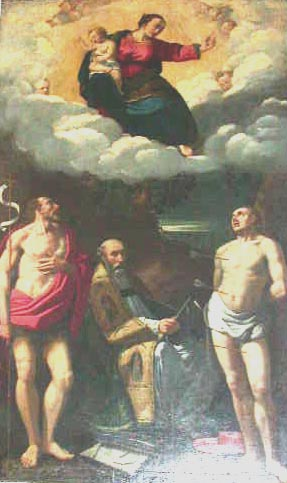
Panna Marie s Ježíškem a svatými

manýrista.

## Životopis
Giuseppe Mazzuoli působil hlavně na dvoře Alfonsa II. ď Este ve Ferraře. Svou přezdívku získal podle profese jeho otce, který prodával potraviny, včetně kukuřice, jejíž název v místním dialektu je biade. Vymaloval strop kostela Gesu ve Ferraře, pokračoval tak v práci, kterou začal Giovanni Francesco Surchi. Mazzuoli byl údajně žákem Dosso Dossiho a učitelem Carla Bononi a Domenica Moni. Mezi jeho práce patří některé oltáře pro katedrálu ve Ferraře.